# 平成8年度全国高等学校総合体育大会
平成8年度全国高等学校総合体育大会（へいせい8ねんどぜんこくこうとうがっこうそうごうたいいくたいかい）は、1996年（平成8年）8月1日から20日まで山梨県で開催された全国高等学校総合体育大会である。

## 概要
- 愛称 - ’96山梨総体
- 総合開会式 - 1996年8月1日、山梨県小瀬スポーツ公園陸上競技場
- 開催地 - 山梨県
- 主催 - 全国高等学校体育連盟、山梨県、山梨県教育委員会、関係競技種目別全国統轄団体、会場地市町村、会場地市町村教育委員会
- 後援 - 文部省、日本体育協会、日本放送協会（NHK）、山梨県体育協会、会場地市町村体育協会
- 主管 - 全国高等学校体育連盟競技種目別専門部、山梨県高等学校体育連盟、山梨県関係競技種目別団体
- 開催競技種目 - 27競技（男子27競技、女子21競技）